# Йоганнес Гентцен
Йоганнес Гентцен (1906 — 26 травня 1940, Невшатель, Бельгія) — льотчик винищувальної авіації, майор.

## Біографія
Льотну підготовку проходив в секретній льотній школі рейсхвера в Липецьку (СРСР). 1 травня 1939 року призначений командиром 102-ї винищувальної групи, на озброєнні якої були літаки Bf.109D. 
Учасник Польської кампанії. Першу перемогу здобув 4 вересня 1939, збивши польський бомбардувальник PZ-P37B (в той же день Гентцен збив ще один бомбардувальник P.11). 14 вересня 1939 знищив ще 4 бомбардувальники, а його підлеглі ще 1 бомбардувальник в повітрі і 9 літаків на землі. Таким чином Гентцен став найкращим німецьким асом Польської кампанії, після закінчення якої він був перекинутий на Захід. У лютому 1940 група Гентцена переведена в Бонн, де отримала Bf.110C і була переформована в 1-шу групу 2-ї винищувально-штурмової ескадри. За два тижні Гентцен довів рахунок збитих літаків до 18. Під час атаки аеродрому в Невшателі у його літака заглох двигун і він впав на злітну смугу; весь екіпаж загинув. 
На момент своєї смерті Гентцен був найрезультативнішим асом люфтваффе.